# Marco Cimatti
Marco Cimatti (né le 13 février 1913 à Bertalia et mort le 21 mai 1982 dans la même ville) est un coureur cycliste italien.

## Biographie
Marco Cimatti a été champion olympique de poursuite par équipes lors des Jeux olympiques de 1932 à Los Angeles. Professionnel de 1934 à 1940, il a remporté quatre étapes du Tour d'Italie (1937 et 1938), le Tour d'Émilie et Milan-Modène.

## Palmarès
- 1932
  -  Champion olympique de poursuite par équipes (avec Paolo Pedretti, Alberto Ghilardi et Nino Borsari)
- 1933
  - 2e du championnat d'Italie de cyclo-cross
- 1934
  - Tour d'Émilie
  - 3e du championnat d'Italie de cyclo-cross
- 1935
  - Paris-Évreux
- 1937
  - 4ea étape de Paris-Nice
  - 7e, 12e et 19eb étapes du Tour d'Italie
  - 3e de Milan-San Remo
- 1938
  - 1re étape du Tour d'Italie
- 1939
  - Milan-Modène

## Résultats sur les grands tours

### Tour de France
1 participation 
- 1937 : abandon (5ec étape)

### Tour d'Italie
3 participations 
- 1937 : 26e, vainqueur des 7e, 12e et 19eb étapes
- 1938 : abandon (7ea étape), vainqueur de la 1re étape,  maillot rose pendant un jour
- 1939 : abandon (8e étape)